# Trois Vieilles Filles en folie
Pour plus de détails, voir Fiche technique et Distribution.
Trois Vieilles Filles en folie est un film français réalisé par Émile Couzinet et sorti en 1952.

## Synopsis
Les trois sœurs Lasouris, vieilles filles de Taupignac, rêvent de se marier et sont plus ou moins courtisées par trois comédiens ringards. Dans le même temps, le marquis de Taupignac qui vient de gagner à la loterie, a décidé d'accorder une dot de 5 millions à trois célibataires ayant coiffé sainte Catherine. Un concours est organisé pour désigner les gagnantes.

## Fiche technique
- Titre : Trois Vieilles Filles en folie
- Réalisation : Émile Couzinet
- Scénario et dialogues : Émile Couzinet
- Décors : René Renneteau
- Photographie : Pierre Dolley
- Son : Séverin Frankiel
- Montage : Henriette Wurtzer
- Musique : Vincent Scotto
- Société de production : Burgus Films (Bordeaux)
- Pays de production:   France
- Format : Noir et blanc - 1,33:1 - 35 mm - Son mono
- Genre : Comédie
- Durée : 85 minutes
- Date de sortie : 
  - France : 21 mars 1952

## Distribution
- Marcelle Arnold : Joséphine Lasouris
- Armand Bernard : Arsène
- Pierre Larquey : Sébastien
- Maximilienne : Pervenche Lasouris
- Colette Régis : Amélie
- Jean Tissier : Marquis de Taupignac
- Raymond Cordy : Bébert
- Frédéric Duvallès : le curé
- Daniel Sorano : Dudule
- Jean Nohain : lui-même
- Yvonne Claudie
- Roger Lanzac : lui-même